# Limpido
"Limpido" é uma canção gravada pela cantora e compositora italiana Laura Pausini para seu terceiro álbum recopilatório intitulado 20 - The Greatest Hits. Composta pela própria com a colaboração de Virginio Simonelli. Conta com a participação da cantora australiana Kylie Minogue. A faixa foi lançada em 10 de setembro de 2013 na Itália e na Espanha, e em 30 de outubro em toda a América Latina por meio da gravadora Atlantic Records. Musicalmente, "Limpido" é uma canção do gênero pop rock influenciado pelo europop e britpop, cujas letras tratam sobre não aceitar mudanças em si mesmo.
"Limpio" é versão gravada em língua espanhola para sua promoção principalmente nos países latinos e hispânicos. A adaptação das letras em italiano para o idioma castelhano foi feita por Ignacio Ballesteros, porém sem alterar seu conceito primário. Foi lançada como primeiro single do álbum 20 - Grandes Éxitos.

## Lista de faixas
- Download digital[1]

1. "Limpido" (com Kylie Minogue) – 3:27

- Download digital[2]

1. "Limpido" (solo version) – 3:27

- Download digital[3]

1. "Limpio" (com Kylie Minogue) – 3:27

- Download digital[4]

1. "Limpio" (spanglish version com Kylie Minogue) – 3:27

## Paradas e certificações

### Desempenho nas tabelas musicais
| Paradas (2013)                               | Melhor posição |
| -------------------------------------------- | -------------- |
| Bélgica - Ultratip (Wallonia)                | 18             |
| Espanha - PROMUSICAE (Top 50 Rádio)          | 22             |
| Itália - FIMI (Top Digital Download)         | 1              |
| México - Billboard (Mexico Spanish Airplay)  | 20             |
| Suíça - Schweizer Hitparade (Top 75 Singles) | 66             |

### Tabelas de fim de ano
| Paradas (2013) | Posição |
| -------------- | ------- |
| Itália - FIMI  | 88      |

### Certificações
| País / Provedor | Certificação | Vendas  |
| --------------- | ------------ | ------- |
| Itália / FIMI   | Ouro         | 15.000+ |